# Sporangij
Sporangij (spore + grč. ἀγγεῖον: posuda) ili trusnik, nespolni rasplodni organ različitih skupina nižih organizama u kojem se redukcijskom diobom razvijaju haploidne nespolne rasplodne stanice, spore ili truske. Mnoge vodene vrste iz skupina protista imaju zoosporangije u kojima se razvijaju zoospore pokretljive s pomoću bičeva ili trepalja. Oblikom i građom sporangiji su različiti, a mogu biti jednostanični (protisti) ili višestanični (mahovine i papratnjače). U sporangijima mnogih vrsta razvija se veliko mnoštvo spora, a u nekih samo mali broj, npr. u nitaste alge vošerije (Vaucheria) nastaje samo jedna, oko 0,1 mm velika, pokretljiva sinzoospora s mnogobrojnim trepljama na površini, u nitaste alge Ulothrix zonata razvijaju se po dvije zoospore. U nekih smeđih i većine crvenih algi razvijaju se tetrasporangiji u kojima nastaju po četiri spore (tetraspore). Poseban su tip cjevasta sporangija askusi gljiva mješinarki, askomiceti (Ascomycota, Ascomycetes), u kojima se razvija po 8 askospora, i askusi u onih lišaja (a takvi su u većini), u kojih je u lišajskoj zajednici gljiva mješinarka.

## Građa
Sporangiji mahovina (Bryophyta) višestanični su tobolci sporogona (na malom dršku ili sjedeći), reduciranoga sporofita (nespolne generacije) koji se razvija na stabalcu mahovine (gametofit) o kojem je ovisan. Sadrži mnoštvo jednakih haploidnih spora. Vrlo su raznoliki sporangiji u papratnjača, dok su u crvotočina (Lycopodiales) iz skupine papratnjača svi sporangiji međusobno jednaki, a u njima nastaju jednake izospore. Smješteni su pojedinačno na dnu običnih ili ponešto promijenjenih listova, koji na vrhovima ogranaka najčešće tvore skupine poput klasova, dok se u selagina (Selaginellales) razlikuju manji mikrosporangiji s mnogobrojnim mikrosporama i makrosporangiji ili megasporangiji s po 4 makrospore. Kod skupine preslica (Equisetales) trusnici se nalaze na posebno preobraženim listovima, sporofilima, skupljenima poput klasa u tzv. strobilus. Sporofili imaju oblik štita ili stolića s jednom nogom na čijoj se donjoj strani nalazi 5 do 10 vrećastih sporangija u kojima nastaju izospore. U pravih paprati (Filicatae) sporangiji su pretežito također izosporni, a najčešće se nalaze na listovima koji služe i za asimilaciju (trofosporofili). Skupljeni su u trusnim gomilicama (sorusi). Samo se u nekih vrsta, ako u rebrača (Blechnum spicant), sporofili razlikuju od asimilacijskih listova (trofofili), ili je, kao npr. u običnoga jednolista (Ophioglossum vulgatum), list razdijeljen u neplodni asimilacijski dio i plodni dio koji nosi istovrsne trusnike. U vodenih paprati kao što su nepačkovke (Salviniaceae) razvijaju se pri bazi vodenoga lista kuglasta trusna »plodišta« ili sporokarpiji. Jedni sadrže samo veće makrosporangije u kojima se razvija po jedna velika makrospora, a u drugima su mikrosporangiji svaki s 64 malene mikrospore. Raznorotke (Marsileaceae) imaju također raznovrsne sporangije s mikrosporama i makrosporama.

## Vanjske poveznice
- Enciklopǽedia Britannica - Sporangium